# Cognitive Function Scanner
Cognitive Function Scanner (CFS) , er et computerstøttet neuropsykologisk testsystem. Prototypen blev udviklet af dr.psych. et dr.med. Peter Laursen og lic.scient. Thomas Sams for Arbejdsmiljøinstituttet i 1982. Kommercielle udgaver blev tilgængelige i 1988 og i 1996. Cognitive Function Scanner indeholder et batteri af kognitive test, som administreres via computerens skærm, et specialtastatur samt en elektronisk tegneplade  med høj opløsning. 
Med CFS undersøges følgende kognitive funktioner:
- Korttidshukommelse og langtidshukommelse for verbalt materiale
- Korttidshukommelse og langtidshukommelse for spatialt materiale (ansigter)
- Visuo-motorisk funktion (øje-håndkoordination)
- Visuo-spatial funktion
- Perception
- Opmærksomhed, reaktionstid og bevidsthedsstabilitet (separat for syns- eller høresansen).

CFS blev udviklet for at udnytte computerens præcision og hastighed til at indsamle resultater fra testningen og dermed frigøre neuropsykologen til klinisk iagttagelse af patienten, mens denne udfører testene. I modsætning til andre kognitive testsystemer optager CFS alle detaljer i besvarelsesprocessen (fx latenstider og kvaliteten af hver enkelt delbesvarelse), i hver enkelt test – dvs. detaljer som neuropsykologen med fordel vil kunne udnytte ved differentialdiagnostiske vurderinger af de fremkomne testresultater i øvrigt (psykometriske hovedparametre). CFS var blandt de første neuropsykologiske testsystemer med indbygget kunstigt neuralt netværk  til scoring af en test. 
Med udgivelsen af 4. generation i 2018 er CFS migreret til Androidplatformen, og en lydbaseret hukommelsestest er tilføjet for at muliggøre test af blinde. Migrationen betyder, at alle test afvikles på en og samme fysiske enhed (Samsung Galaxy tablet computere i S-serien med S-pen).   
CFS er egnet til undersøgelse af personer, der kan læse og har talforståelse. Patientens præstationer sættes automatisk i relation til det indbyggede normsæt, idet der tages højde for alder, køn og uddannelsesniveau. Normer, der dækker aldersspændet fra 25 til 75 år, er indsamlet ved undersøgelse af en repræsentative stikprøver (N=1.026 og N=711) udtrukket via Det Centrale Personregister CPR. CFS anses for at være tidløs og uafhængig af kulturer og regioner, idet alle test bortset fra en enkelt jf. ovenfor er af den non-verbale type. 